# Mont Jovet
Ne doit pas être confondu avec Monts Jovet ou Montjovet.
Le mont Jovet est une montagne de France, dans le massif de la Vanoise, en Savoie, au-dessus de la station de sports d'hiver de la Plagne.
Culminant à 2 558 mètres d'altitude, il est accessible par de très nombreux sentiers de randonnées sur tous ses versants et notamment depuis le refuge du Mont Jovet qui se trouve au pied du sommet.

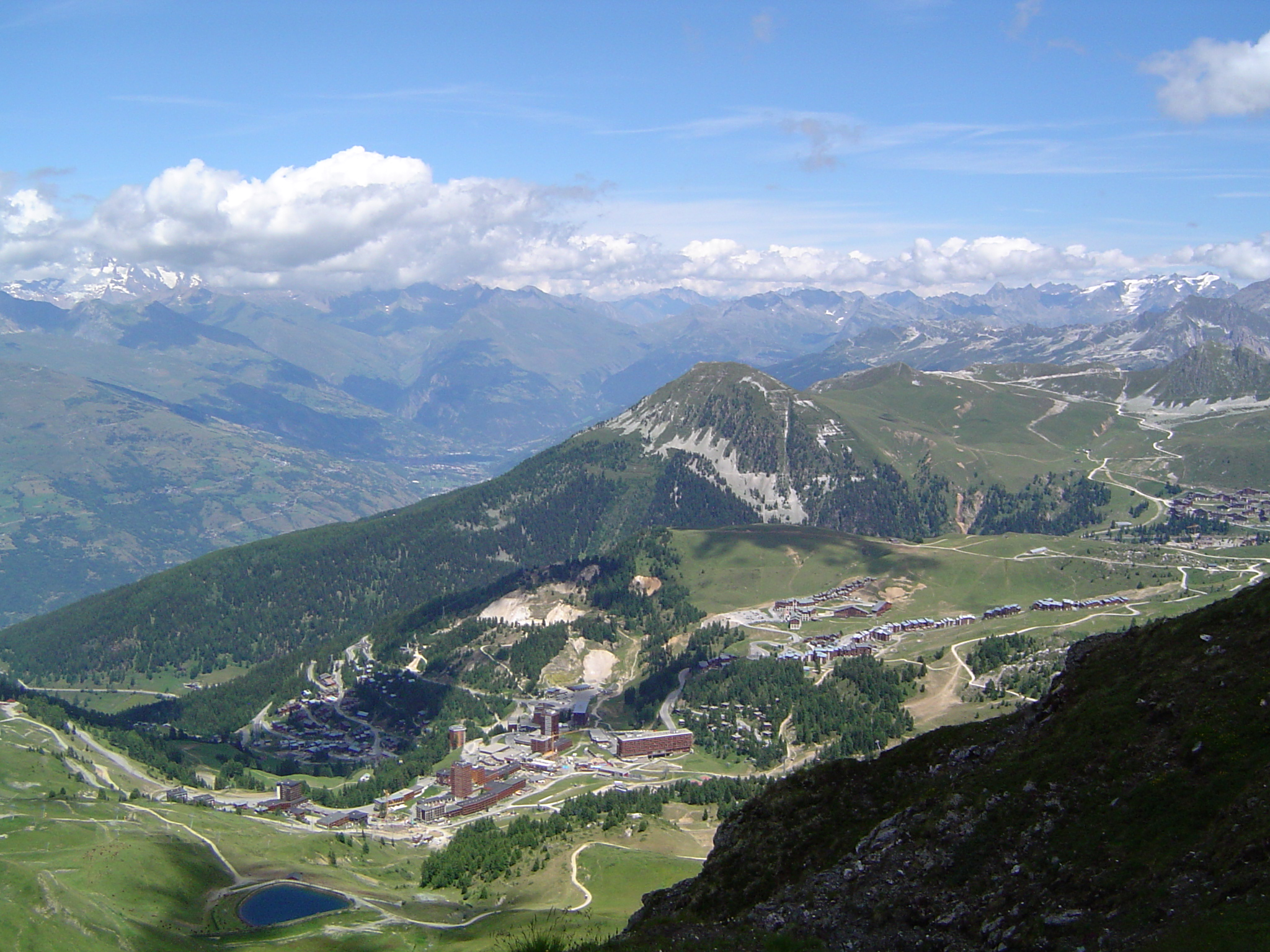
La Plagne vue depuis le mont Jovet au sud-ouest.

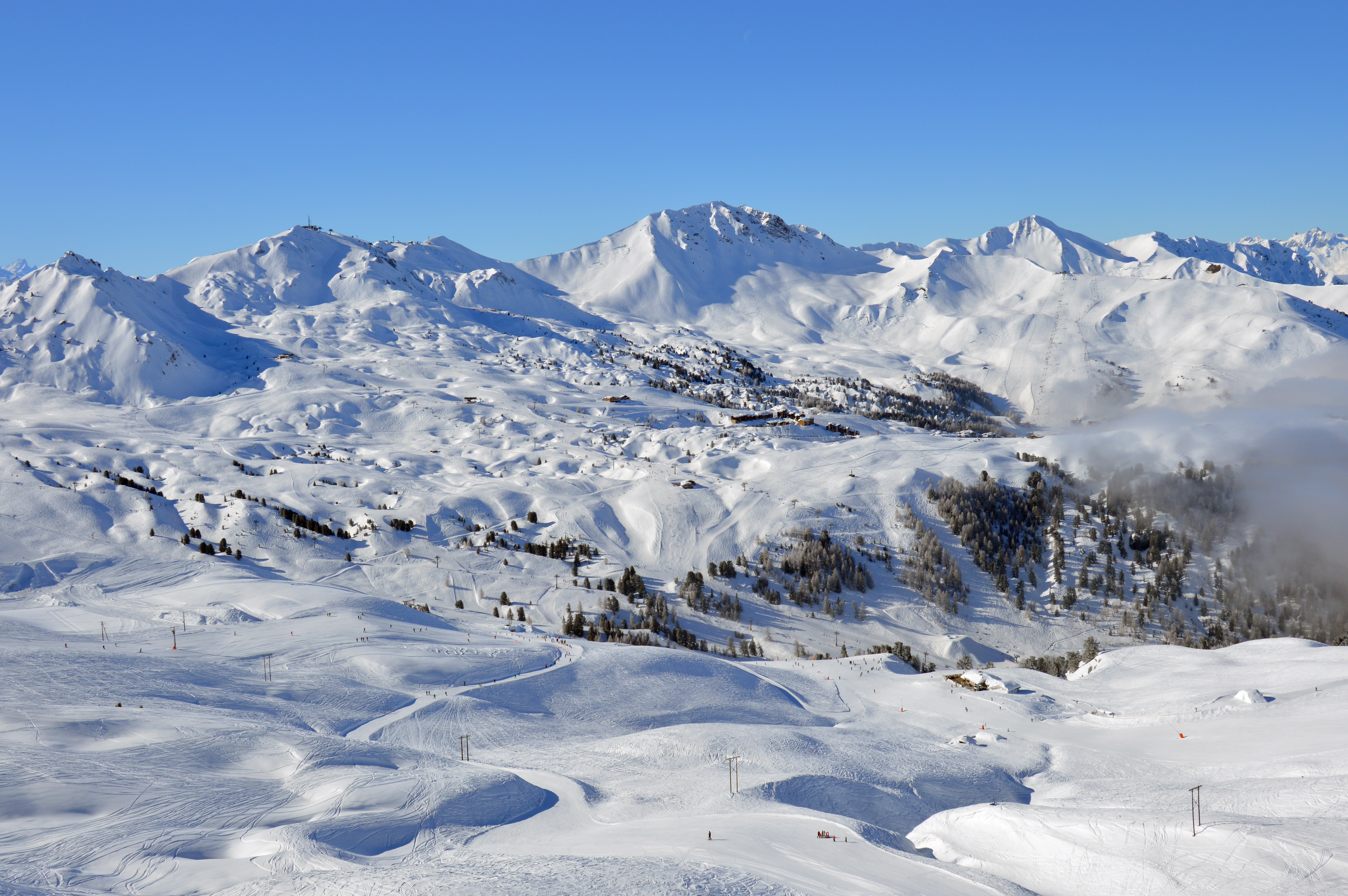
Le mont Jovet (au centre) vu depuis la montagne de l'Arc au-dessus de la Plagne au nord-est.

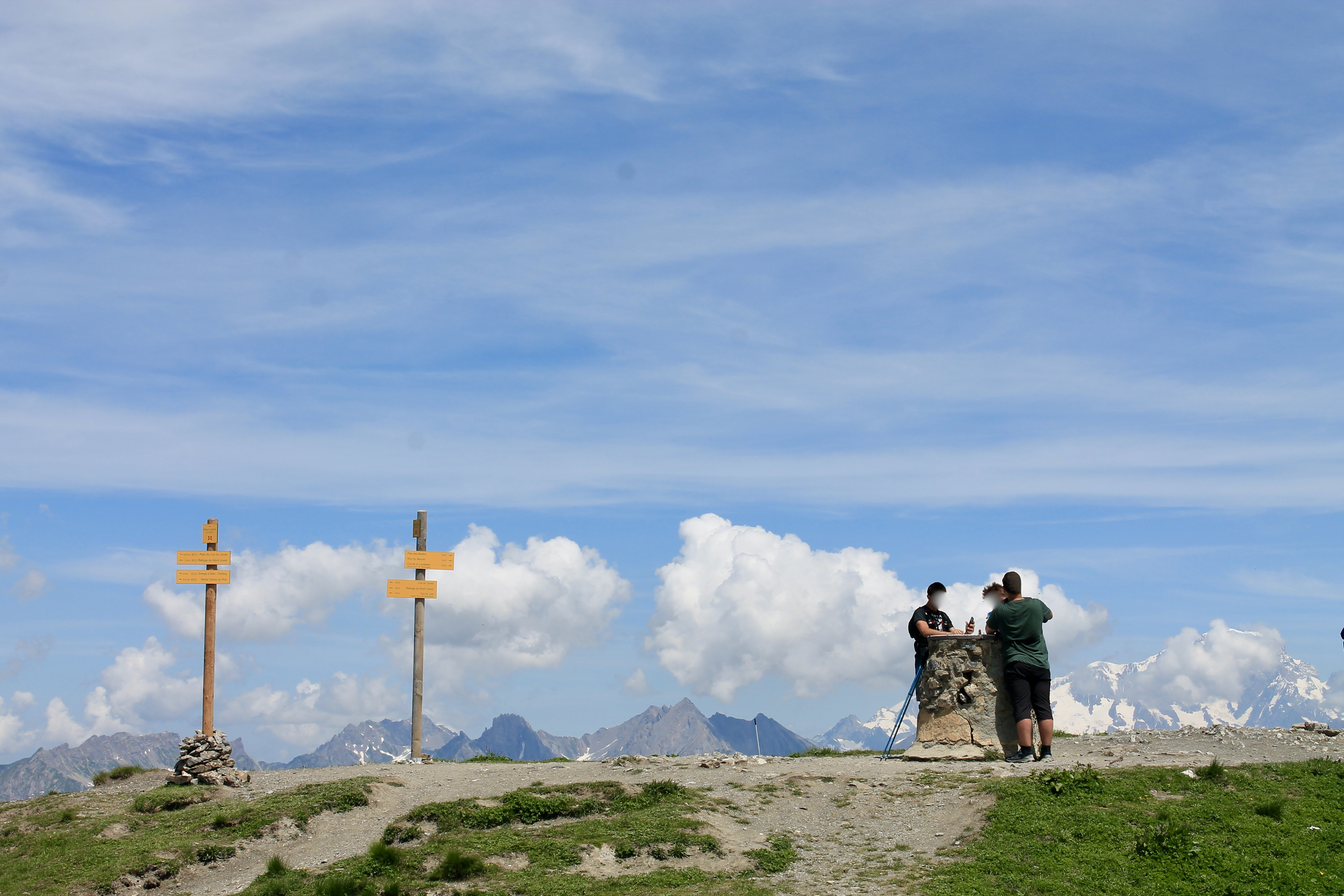
Le sommet du mont Jovet.